# Diego Guebel
Diego Guebel (29 de abril de 1966) es un productor y director de televisión argentino, cofundador de la emblemática productora Cuatro Cabezas. Comenzó su carrera entre fines de los ‘80 y principios de los ‘90, desarrollando exitosos formatos televisivos que recorrieron el mundo. Desde 2011 desempeña un papel de relevancia en la televisión brasileña como director de contenidos del canal Bandeirantes.

## Biografía
La carrera de Diego Guebel despierta mientras cursaba la licenciatura en sociología, durante estos años Diego comienza a interesarse por la cuestión de los medios. Años en los que también conoce a su amigo y luego compañero profesional, Mario Pergolini. Juntos van a dar a luz a lo que fue su primer formato televisivo: La Videolínea.
1991 fue el año del debut televisivo para ambos, uno como productor y otro como presentador. Llegado su segundo programa televisivo, estos dos jóvenes ya se habían hecho un espacio dentro del medio. Luego de lanzar La TV ataca, Diego Guebel y Mario Pergolini ya eran vistos como los verdaderos “rebeldes” de la TV. Sin embargo, el gran salto a la disidencia televisiva estuvo signado por la creación de Caiga Quien Caiga. Formato de gran éxito, conocido por ser uno de los más vendidos a nivel mundial.
Los mediados de década son asociados en la carrera de Guebel con el surgimiento de El Rayo. Conducido en primera instancia por la modelo Deborah del Corral, este programa fue pensado por el productor para romper la rigidez de los magazine conocidos hasta el momento. Tras siete años en el aire, El Rayo dejó un sello imborrable dado por una original estética desacartonada y frenética. El formato sin dudas había superado los objetivos previstos por el productor.
A esta altura Diego ya no cursaba sociología, dirigía Cuatro Cabezas. Nada más ni nada menos que una de la productoras argentinas más creativas y transgresoras de los emblemáticos años noventa. Esta empresa tuvo una significativa y rápida expansión por numerosos países del globo. España, Portugal, Brasil, Italia y Chile se hicieron eco de los novedosos proyectos de Cuatro Cabezas.  Programas como CQC, La Liga y Algo Habrán Hecho, son algunos de los formatos de exportación que surgen desde la productora y resaltan del montón por poseer una impronta en cuanto a estética y ritmo televisivo.
Después de incursionar en el cine (Plata Quemada y La Ciénaga), la publicidad y la industria discográfica, en 2008 finalmente la empresa pasa a manos del grupo holandés Eyeworks, desde entonces se convierte en Eyeworks-Cuatro Cabezas. Guebel siguió un tiempo trabajando allí desde su lugar de CEO, alejado ya de Mario Pergolini en el ámbito profesional.
En octubre de 2011, Diego Guebel pasa a formar parte del grupo televisivo brasilero Bandeirantes, donde continúa actualmente desempeñándose como director de contenidos llevando a cabo numerosos éxitos tales como Master Chef.
Hoy en día reparte su tiempo entre la producción televisiva en el país vecino, los negocios y la actividad política en Argentina, luego de asumir como presidente de la Cámara Argentina de Productores Independientes de Televisión, conocida bajo las siglas CAPIT.
En Brasil, el directivo aportó su visión sobre la controversia entre contenidos argentinos versus enlatados, que ha sido motivo de múltiples discusiones en los últimos días a causa de la cancelación de la tira Fanny la fan y la preeminencia de las telenovelas turcas en la grilla. En ese sentido, Guebel remarcó que este escenario no se repite en Brasil.

## Trabajos en Argentina

### Programas televisivos
- Videolínea (1991)
- La tevé ataca (1991-1993)
- Turno tarde (1991)
- CQC (1995)
- El Rayo (1995 - 2001)
- El Bar tv (2001)
- Super M (2002 - 2003)
- Punto Doc (2004)
- Algo habrán hecho por la historia argentina (2005)
- Chica FX (2006)
- Clase turista: El mundo según los argentinos (2010)
- La ciénaga (2000)
- Plata Quemada (2000)
- El gran premio de la cocina (2019-2021)
- El Hotel de Los Famosos (2022)

## Trabajos en Brasil
- Custe o Que Custar ( 2008 - 2015)
- Polícia 24h (2010)
- E24 (2009 - 2011)
- O Formigueiro (2010)
- O mundo segundo os brasileiros (2011)
- Jogo das Loiras ( 2011)
- A Liga (2010)
- Mulheres Ricas 2012)
- Quem Fica em Pé? (2012)
- Master Chef (2014 - presente)